# SoftBank 006SH
AQUOS PHONE 006SH（アクオス フォン ゼロゼロロクエスエイチ）はシャープによって開発された、ソフトバンクモバイルの第3世代移動通信システム（SoftBank 3G）端末である。ソフトバンクモバイル スマートフォンシリーズのひとつ。OSはAndroid 2.3を搭載している。

## 概要
SoftBank 003SH、SoftBank 005SHの後継に当たるAndroid OS 2.3搭載のスマートフォンで、003SHに引き続き、ワンセグ、赤外線通信、バーコードリーダー、名刺リーダ、覗き見防止用のカラーベールビューといった従来の日本のフィーチャーフォン的な機能が搭載されているほか、おサイフケータイ（FeliCa）、モバイル3D液晶が搭載されている。
モバイルSuicaについては今夏に対応する模様。
006SHでは3Dの動画撮影が可能になるツインレンズが搭載されており、003SHでは3Dの静止画を撮影するときにカメラをずらす必要があったが、ずらすことなく静止画の撮影と、3D動画の撮影が出来るようになった。その他に近年のシャープ製携帯電話でよく搭載されている「笑顔フォーカスシャッター」と「振り向きシャッター」も3D対応で利用することが可能となっている。
液晶に画面においては、AQUOSの冠を配しているとおり、4.2インチ QHD（540×960ドット）の高解像度ディスプレイにプラスし、高画質エンジンを搭載し高精細な画像を表示することが可能となっているほか、003SHで採用された視差バリア方式の3D液晶が搭載されており、3Dの立体的なコンテンツを楽しむことができる。
またYouTubeやムービーライフといった動画配信サイトで公開されている3Dの動画コンテンツも立体的に表示できるほか、ワンセグも疑似3Dで表示させることが可能となっている。
またタッチパネルはフルタッチに対応した静電容量式となっているほか、地軸センサー、加速度センサー、なども対応しているため、直感的な操作を楽しむことができる。
兄弟機種のSH-12Cでは、電源とホームの同時押しでスクリーンショットを撮影する事が出来るが、本機種では不可能なためJAVA SDKなどをパソコンにインストールし006SHのドライバを導入し、USBストレージON時しか撮影出来ない。(アップデートにより、電源ボタンとホームボタンを同時に押すことでスクリーンショットを撮れるようになった)
メール自動受信が不完全であったり、カメラボタン長押しでカメラ起動のショートカットキーの割り当てを毎回通知されることや、写真撮影時に本体赤外線が映り込む現象が存在する。
通信機能は3G ハイスピードに対応し、下り最大14.4Mbps、上り最大5.76Mbpsに対応しているほか、Wi-Fiを使った通信も可能となっている。但しSH-12Cには存在する、Wi-Fiルーターとして利用が出来るテザリングには非対応である。
HDMIマイクロプラグ（Dタイプ）に対応したHDMIケーブルに対応しており、撮影した静止画や動画をTVに表示させ、大画面で試聴することが可能となる。3D対応のAQUOSであれば、3Dで撮影した動画や静止画も表示させることが可能となっている。またWi-Fiを使ってもHDMIケーブルなしで、パソコンやテレビなどのDLNA対応機器とデータのやりとりができる。
電話帳は、メールや電話だけでなく、TwitterやmixiといったSNSとも連携を図ることができ、それらSNSでの知人の更新やつぶやき等と連携を図ることが可能となっている。
バッテリーは1240mAhと平均的ではあるが、比較的大型の画面であることにより連続稼働時間はやや短め。
Android独自のタスクバーは他社に比べて充実しており、マナーモードやBluetooth、画面の明るさ調節などが設定できる。
ソニーエリクソンのXperiaのキラーコンテンツである日本最大級の音楽配信サイト用のアプリであるmora touchもプリインストールされている。
本機はソフトバンク端末にある、SIMカード(SOFTBANK USIMカード)無しの状態では電源は入っても起動できない機能制限が施されていたが、機能制限解除サービスにより、Softbankショップで手続を行う事でこの制限を解除することができる端末の一つである。
（ただし、解除するには解除する為のソフトバンクの回線が必要で解除する際に指定サイトへの接続がある為、パケット通信料がいくらかは発生するようになっている）

## メール・メッセンジャー
- Android OS 2.3の特徴であるGmailの複数アカウントの同時利用が可能となる。また、Gmailはリアルタイムでプッシュ着信をする。
- 通常のメールアプリでは、複数のPOP、IMAPメールが利用可能であり、moperaメールはプッシュで着信する。
- メッセンジャーでは、Google Talkがプリインストールされている。また、マーケットからWindows Live Messengerをはじめ、様々なメッセンジャーアプリをインストールし、利用することが可能となる。

## ブラウザ
ブラウザはGoogle Chrome LiteベースのAndroid標準ブラウザが搭載され、上述の通りAndroid OS 2.3の特徴でもあるFlash Player 10.2がアドオンされている。また、JavaScript（V8）もサポートされている。これにより、パソコンのブラウザとほぼ同等のフラッシュサイト、動画サイトが利用することが可能となり、ブラウザでニコニコ動画、YouTubeをはじめとした各種動画サイトが利用できる。しかしSay Move!やももいろ動画などのブラウザでのシークや音量調節は不可能。そのほかにサードパーティー製のブラウザをインストールし利用することも可能となる。

## アプリケーション

### 利用可能なアプリケーションマーケット
- Android OS標準のAndroidマーケットが利用可能となっており、20万を超えるアプリケーションが利用可能となっている。
- またAndroid マーケット™内で日本円で値付けされたアプリケーション購入代金を、月々の携帯電話のご利用料金とあわせて支払うことができる。

### プリインストールアプリケーション
- Evernote
- mixi for SH - マイミクの日記やボイスの確認、画像付きの日記の作成・投稿が行える。またウィジェット機能も搭載されている。
- Twitter
- Google Map NAVI
- Google Maps
- Latitude
- Google検索、Google音声検索
- YouTube
- Google Talk
- ギャラリー
- トルカ
- おサイフケータイ
- バーコードリーダー、情報リーダー、名刺リーダー
- document to go
- 太鼓の達人　- 発売当初、一度でも起動してしまうと常に駐在し、再起動・初期化してもバックグラウンドで働き続けるバグがあったが、現在は修正されている。
- バイオハザード

## その他機能
| 主な対応サービス                                                       | 主な対応サービス                                       | 主な対応サービス                               | 主な対応サービス                              |
| ---------------------------------------------------------------------- | ------------------------------------------------------ | ---------------------------------------------- | --------------------------------------------- |
| タッチパネル                                                           | qHD液晶 4.2インチ                                      | フルブラウザ                                   | 3G ハイスピード 14.4Mbps(受信)/5.76Mbps(送信) |
| Android 2.3.3                                                          | Flash 10.2                                             | WiFi                                           | GPS                                           |
| 800万画素ツインカメラ                                                  | ワンセグ                                               | デジタルオーディオプレーヤー(AAC)(WMA)         | おサイフケータイ\|                            |
| Bluetooth（Ver.3.0／SPP、A2DP、AVRCP、HFP、OPP、HSP、HID、PBAP、DUNP） | 赤外線通信（IrDA 1.3／IrMC 1.1／IrSimple™ 1.0／IrSS™） | メロディ・着信メロディ 128和音 ※MA-7／SMAF対応 |                                               |